# Hoplitis tenuispina
Hoplitis tenuispina är en biart som först beskrevs av Johann Dietrich Alfken 1937.  Hoplitis tenuispina ingår i släktet gnagbin, och familjen buksamlarbin. Inga underarter finns listade i Catalogue of Life.